# Minack Theatre

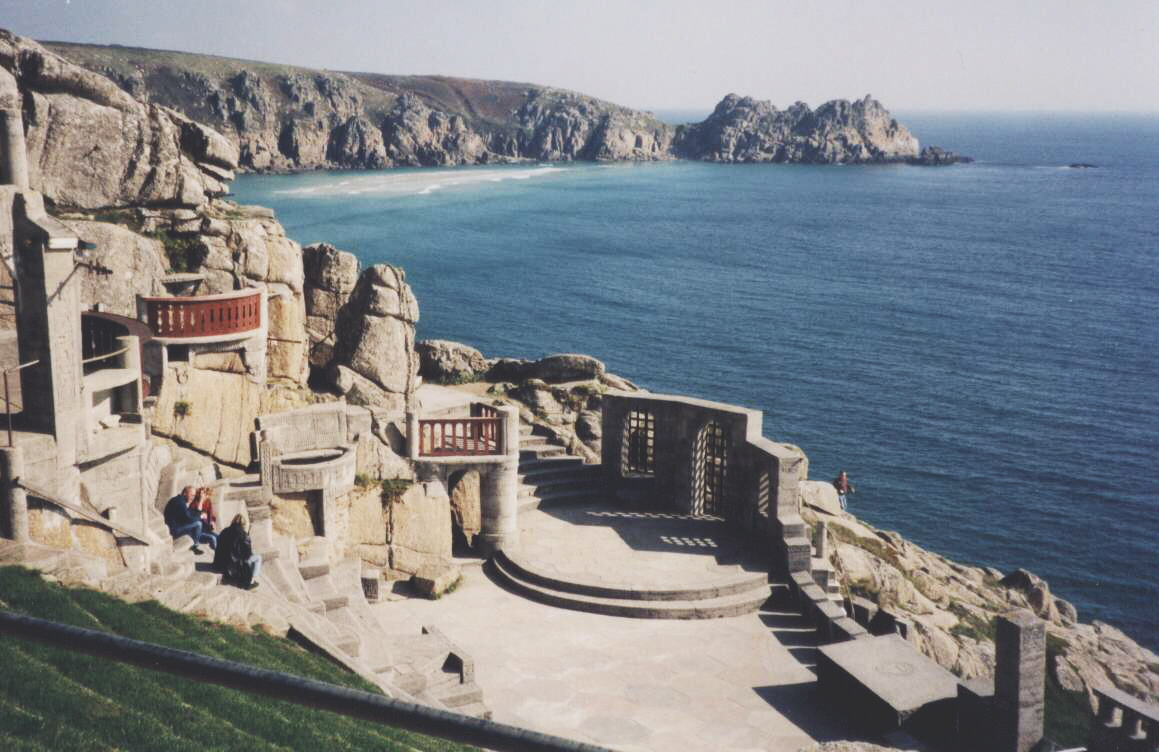
Minack Theatre

Minack Theatre (korn. Gwaryjy Minack) – amfiteatr w Anglii, w Kornwalii, w dystrykcie Penwith w pobliżu miejscowości Porthcurno. Wykuto go w skale, pod opadającym klifem. Znajduje się 4 mile od Land’s End. W języku kornijskim nazwa teatru oznacza skałę.
Teatr wymyśliła, sfinansowała, a także w dużej mierze własnoręcznie zbudowała w latach 30. XX w. Rowena Cade, aktorka teatralna. Inspiracją do powstania teatru była sztuka Williama Szekspira Sen nocy letniej wystawiana przez miejscowych aktorów na pobliskiej łące w 1929 roku. Kolejnym pomysłem na przedstawienie miała być sztuka Burza. Cade zaproponowała, by sceną dla niej była część jej posesji nad morzem. Sztuka została wystawiona po raz pierwszy w 1932 roku na tle morza.
W 1944 roku teatr miał być wykorzystany przez studio filmowe Gainsborough Pictures jako miejsce akcji dla filmu Love Story z Stewartem Grangerem i Margaret Lockwood w rolach głównych. Niekorzystne warunki atmosferyczne spowodowały przeniesienie zdjęć do studia.
W 1955 roku teatr został rozbudowany o nowe garderoby, a w 1976 roku został zarejestrowany jako Charitable Trust. Rowena Cade administrowała miejscem aż do swej śmierci w roku 1983. Obecnie scena wykorzystywana jest od czerwca do września i w pełnym sezonie wystawiane jest 17 sztuk autorstwa aktorów z Wielkiej Brytanii i USA. W 75. rocznicę powstania Teatru Minack, w sierpniu 2007 roku, wystawiono ponownie pierwszą sztukę Burza w reżyserii Simon Taylor, wykonaną przez aktorów z Winchester College Players.